# Kanton Savigny-sur-Orge
Kanton Savigny-sur-Orge is een kanton van het Franse departement Essonne. Kanton Savigny-sur-Orge maakt deel uit van het arrondissement Palaiseau. Het telt 20.88 km² en telt 57.488 inwoners in 2018.

## Gemeenten
Het kanton Savigny-sur-Orge omvatte tot 2018 enkel een deel van de gemeente Savigny-sur-Orge.
Door de herindeling van de kantons bij decreet van 24 februari 2014, met uitwerking op 22 maart 2015 omvat het sindsdien de gemeenten:
- Morangis
- Savigny-sur-Orge (hoofdplaats) (nu volledig)
- Wissous